# Madeleine Cavalier
Madeleine Cavalier, aussi connue en Italie sous son surnom de signorina francese, née le 27 juin 1928, est une archéologue et chercheuse française du CNRS. Lors de sa longue carrière, elle s'intéresse principalement aux îles Éoliennes, qu'elle fouille amplement.  
Avec Luigi Bernabò Brea, un très proche collaborateur qui est un temps son époux, elle est à l'origine de la fondation du musée archéologique éolien de Lipari.  

## Biographie
Elle naît le 27 juin 1928 à Vacquières, dans l'Hérault. Elle n'obtient pas son baccalauréat, mais cela ne l'empêche pas de poursuivre des études à l'université de Montpellier, sans obtenir de diplôme,. Elle dirige ensuite les fouilles de Milazzo en 1951-1952. Cette même année, elle devient secrétaire générale de la section française de l'Institut international des études ligures.
Puis, elle est embauchée comme attachée de recherche au CNRS et entreprend, avec l'aide de l'École française d'Athènes et l'Institut français du Liban, une série de fouilles à Chypre, en Grèce, au Liban et en Turquie. Elle fouille Lemnos, entre autres.  
Le fruit de ses recherches de cette période en Grèce se concentre sur les relations entretenues entre les cultures préhistoriques en Grèce et dans les îles éoliennes, et est exposé dans un article datant de 1960. Ces îles sont en réalité le sujet d'étude privilégié de Madeleine Cavalier, et elle y consacre une grande partie de sa production scientifique. Elle y découvre par exemple, à travers l'analyse des amphores et des ateliers exhumés, que l'île de Lipari tire sa prospérité économique de sa production d'alun, qui est ensuite stocké dans des amphores pour être vendu et transporté. Il s'agit d'un des seuls produits non-alimentaires qui est transporté par amphores. Ses travaux sont aussi importants pour comprendre les aspects linguistiques particuliers des îles éoliennes, à la fois vis-à-vis du grec comme du latin.  
Elle épouse son collègue Luigi Bernabò Brea pendant une saison, mais le mariage ne dure pas,. Cependant, les deux continuent à être des collaborateurs proches sur le plan professionnel jusqu'à la mort de Luigi Bernabo Brea,.  
L'ouverture du CNRS après 1968 lui permet d'entrer au sein de l'institution même sans diplôme ou baccalauréat, et elle en gravit les échelons peu à peu. Elle fouille San Vincenzo sur l'île de Stromboli en 1980-1981. 
En Italie, elle obtient le surnom de signorina francese parmi la population italienne, ce qui signifie 'la demoiselle française' lors de ses recherches sur le terrain. Ses recherches n'y sont cependant pas limitées, en 2009, par exemple, elle publie Les petites mains, un ouvrage consacré à ses ancêtres dans la ville de Vacquières. 
En 1985, elle reçoit la médaille d'argent du CNRS pour ses recherches et son travail universitaire. Elle devient ensuite commandeur de l'Ordre du mérite de la République italienne le 12 avril 1999 avant d'être récompensée de l'Ordre des Arts et des Lettres en 2007,. 
Elle co-fonde aussi le musée archéologique éolien de Lipari avec Luigi Bernabò Brea,,.

## Postérité
En 2003, Pierre Vidal-Naquet revient sur sa figure, et la crédite comme ayant été une « femme extraordinaire », la mettant en relation avec sa propre vocation d'historien. En 2018, un ouvrage en son honneur est publié et comporte des contributions de nombreux chercheurs, y compris Maria Bernabò Brea ou Massimo Cultraro,. 

## Publications

### Monographies
- Madeleine Cavalier, Nouveaux documents sur l'art du peintre de Lipari, Naples, Publications du Centre Jean Bérard, 1976, 66-[61] (EAN 978-2-903189-06-8, DOI 10.4000/books.pcjb.1091 , lire en ligne )
- Madeleine Cavalier, Les amphores du VIe au IVe siècle dans les fouilles de Lipari, Naples, Publications du Centre Jean Bérard, 1985, 103-[25]-[23] (EAN 978-2-903189-26-6, DOI 10.4000/books.pcjb.1272 , lire en ligne)
- (it) Madeleine Cavalier et Luigi Bernabò Brea, Meligunìs Lipàra. Scoperte e scavi archeologici nell'Area urbana e suburbana di Lipari (Vol. 10), Rome, L'Erma di Bretschneider, 2000, 486 p. (ISBN 978-8882650766)
- (it) Madeleine Cavalier et Luigi Bernabò Brea, Maschere e personaggi del teatro greco nelle terracotte liparesi, Bibliotheca Archaeologica, 2001, 310 p. (ISBN 9788882651206, ISSN 2240-8347)
- (it) Madeleine Cavalier et Luigi Bernabò Brea, Bellezza ed eleganza femminile nella Lipari greca ed ellenistica, Regione Siciliana, 2005, 129 p. (ISBN 978-8888559131)
- (it) Jean-Pierre Brun et Madeleine Cavalier, Artisanats antiques d'Italie et de Gaule, Naples, Publications du Centre Jean Bérard, 2009, 299 p. (EAN 978-2-918887-01-0, DOI 10.4000/books.pcjb.4158 ), p. 69-85
- Les petites mains (2009)[13].

### Articles
- Madeleine Cavalier, « Les cultures préhistoriques des îles éoliennes et leur rapport avec le monde égéen », Bulletin de Correspondance Hellénique, vol. 84, no 1,‎ 1960, p. 319-346 (lire en ligne  [PDF])
- Madeleine Cavalier, « La grotte de Zinzulusa et la stratigraphie de Lipari », Mélanges de l'école française de Rome, vol. 72,‎ 1960, p. 7-34 (lire en ligne  [PDF])
- (it) Madeleine Cavalier et Lucia Vagnetti, « Frammenti di ceramica «matt-painted» policroma da Filicudi », Mélanges de l'école française de Rome, vol. 95, no 1,‎ 1983, p. 335-344 (lire en ligne  [PDF])
- (it) Madeleine Cavalier et Luigi Bernabò Brea, « Lipari (Isola) », Bibliografia topografica della colonizzazione greca in Italia e nelle Isole Tirreniche, vol. 9,‎ 1991, p. 81-185 (lire en ligne  [PDF])
- (it) Madeleine Cavalier, « La fondazione della Lipara Cnidia », Publications de l'École Française de Rome, vol. 251,‎ 1999, p. 293-302 (lire en ligne  [PDF])
- Madeleine Cavalier, « Panarea », Bibliografia topografica della colonizzazione greca in Italia e nelle Isole Tirreniche, vol. 13,‎ 1994, p. 321-329 (lire en ligne  [PDF])

## Décorations
- Commandeur de l'Ordre du mérite de la République italienne (Italie)
- Médaille d'argent du CNRS (France)
- Chevalier de l'Ordre des Arts et des Lettres (France)